# 哈萨克国立农业大学
哈萨克国立农业大学（俄语：Казахский национальный аграрный университет，قازاق ۇلتتىق اگرارلىق ۋنيۆەرسيتەتى），又称哈萨克斯坦国立农业大学，是哈萨克斯坦的一所农业大学。

## 历史
哈萨克国立农业大学于1996年由阿拉木图动物与兽医学院和哈萨克农业学院合并而成。阿拉木图动物与兽医学院前身为兽医学院，创始于1929年；1933年，更名为阿拉木图动物与兽医学院。哈萨克农业学院成立于1930年。2001年，该大学被授予国家高等教育机构的特殊地位。